# Dungarvan Castle
Dungarvan Castle oder King John’s Norman Castle (irisch Caisleán Dhún Garbhán) ist eine Niederungsburg in Dungarvan im irischen County Waterford. Sie gilt als National Monument.

## Beschreibung
Dungarvan Castle besteht aus einem vieleckigen Donjon, der von einer Kurtine umgeben ist. An den Ecken und am Tor befinden sich Türme. Der Donjon („Shell keep“) aus dem 12. Jahrhundert ist der älteste Teil der Burg; diese Form von Donjon war in England üblich, in Irland aber selten. Innerhalb der Mauern gibt es eine zweistöckige Militärkaserne vom Anfang des 18. Jahrhunderts. Diese Kaserne wurde restauriert und in ihr ist eine Ausstellung über die Geschichte der Burg untergebracht. Das heutige Gebäude befindet sich an der Stelle einer früheren Motte.

## Geschichte
Die Burg wird als anglonormannisch beschrieben und wurde 1185 von Prinz Johann an der Mündung des Colligan River gegründet. Sie war eine von mehreren Burgen, die in dieser Zeit im Südosten Irlands errichtet wurden. Im irischen Bürgerkrieg diente die Burg als Kaserne für die Engländer und wurde dann von der IRA eingenommen. Als diese die Burg im August 1922 verließ, setzte sie sie in Brand. Nach der Gründung der Garda Síochána im Freistaat Irland wurde die Burg restauriert und diente bis 1987 als Station der Garda Síochána. Nach 1987 verfiel die Burg erneut, wurde aber unter der Leitung von Dúchas renoviert. Heute werden geführte Touren angeboten, es gibt eine Ausstellung und eine audio-visuell Show.